# Памятник Семёну Дежнёву
Памятник Семёну Дежнёву — обелиск, посвящённый русскому казаку-землепроходцу Семёну Ивановичу Дежнёву. Находится на Чукотке, на крайней восточной точке России — мысе Дежнёва. Расположен в 22 км к юго-западу от села Уэлен на территории покинутого эскимосского поселка Наукан. 
Установлен 26 сентября 1956 года. Общая высота монумента составляет 16 м. Авторы памятника — архитектор Н. Д. Чекмотаев, скульптор З. В. Баженова, инженеры В. Яныкин, В. Тышева, Е. Морозова, художник В. Семёнов.

## Дореволюционный памятник-крест
В 1898 году в 250-летнюю годовщину героического морского перехода Дежнёва вокруг восточной оконечности Азии, её крайний мыс, Большой Каменный Нос, был переименован в мыс Дежнёва. В 1908 году, в 50-летний юбилей присоединения Приамурской области, был объявлен конкурс на изготовление памятника мореходу, который планировалось установить в Хабаровске. Среди участников проекта был краевед, художник генерал-майор М. С. Латернер. Желая достоверно отобразить на барельефе будущего памятника исторические события, связанные с именем Дежнёва, при содействии Владивостокского порта Латернер отправился в места, где проходила экспедиция первооткрывателя. По возвращении Латернер предложил установить памятник, полезный для моряков — в виде действующего маяка, но уже не в Хабаровске, а на мысе Дежнёва. Однако на тот момент предложенная концепция продолжения не получила.
В 1910 году, по предложению Приамурского генерал-губернатора П. Ф. Унтербергера, во время его посещения Чукотки на корабле «Шилка», в Императорской Гавани были закуплены 20 больших брёвен лиственницы, из которых прямо на судне во время плавания началась сборка отдельных элементов памятного креста. В августе «Шилка» прибыла в Наукан. Воздвигнуть крест непосредственно на обрывистых скалах мыса не представлялось возможным, тогда его установить решили на северной оконечности поселения, на сопке Ингегрук. Однако и туда доставка проходила с большими трудностями, транспортировка осуществлялась вручную, в операции было задействовано до 40 человек. Через два дня пятнадцатиметровый крест был поднят на гору, однако ухудшившиеся погодные условия не позволили его установить. При этом от эскимосов поступили сведения о крушении американского судна. «Шилка» отправилась на поиск команды разбившейся шхуны. Спасённый американский экипаж был доставлен на Аляску, после чего 1 сентября русская экспедиция вернулась в Наукан и смогла установить памятник. Крест из двойных брусьев, скрепленных лиственничными хомутами, был собран и врыт в землю. Нижнюю часть обложили крупными камнями. Со стороны моря к нему прикрепили медную табличку с надписью на русском и английском языках:
```
Памяти Дежнёва. Крест сей воздвигнут в присутствии Приамурского генерал-губернатора генерала Унтербергера, командою военного транспорта «Шилка», под руководством командира, капитана 2 ранга Пелля и офицеров судна 1 сентября 1910 года. Мореплаватели приглашаются поддерживать этот памятник.
```

В благодарность за помощь местным эскимосам было оставлено продовольствие и оставшиеся стройматериалы, а также им было поручено присматривать за памятником.
В 1928 году крест-памятник был снесён, так как местная власть заподозрила в нём религиозный и самодержавный символ.